# Croton subdecumbens
Espèce
Croton subdecumbens est une espèce de plantes à fleurs du genre Croton et de la famille des Euphorbiaceae, présente à Cuba.